# Заша Киршщайн
Заша Киршщайн (на немски: Sascha Kirschstein) е немски футболист, роден на 9 юни 1980 в Брауншвайг, Германия.

## Кариера
Като юноша Киршщайн играе футбол във ФСБ Брауншвайг, по-късно преименуван на ШФ Олимпия 92 Брауншвайг и БСК Брауншвайг. През 1996 г. преминава в Айнтрахт Брауншвайг, а през 2002 – в Рот-Вайс Есен. С този отбор печели промоция във Втора Бундеслига. През 2004 е закупен от Хамбургер ШФ и е трети вратар след Мартин Пикенхаген и Щефан Вехтер. Първоначално взима участие в мачове на дублиращия отбор, а на 26 ноември 2005 дебютира за А отбора, заменяйки контузения Вехтер. През лятото на 2007 е даден под наем за две години на втородивизионния Гройтер Фюрт.

## Любопитно
- Хоби: тенис
- Татуирал си е датата на дебюта си в Първа Бундеслига.